# Imsi järv
Imsi järv är en sjö i Estland.   Den ligger i landskapet Raplamaa, i den centrala delen av landet, 70 km söder om huvudstaden Tallinn. Imsi järv ligger 66 meter över havet. I omgivningarna runt Imsi järv växer i huvudsak blandskog.
Trakten ingår i den hemiboreala klimatzonen. Årsmedeltemperaturen i trakten är 3 °C. Den varmaste månaden är juli, då medeltemperaturen är 18 °C, och den kallaste är februari, med −10 °C.